# Букса

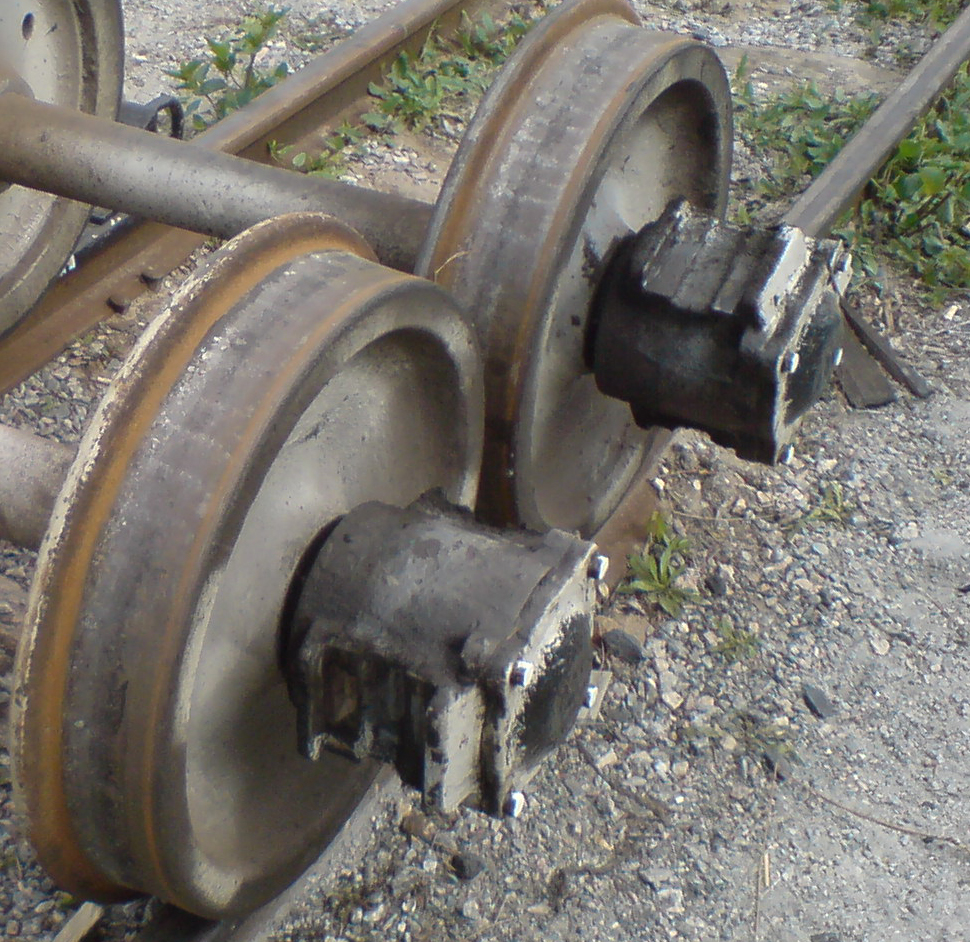
Щелепна букса

Бу́кса (через російське посередництво від нім. Büchse — «втулка», «коробка», «бляшанка»; звідки також «пушка») або осяниця — елемент конструкції вагона чи локомотива, призначений для передачі вертикальних зусиль від корпусу локомотива на вісь колісної пари та динамічних зусиль від осі колісної пари на раму візка при проходженні рухомого складу по нерівностях колії, а також передачі подовжніх зусиль під час набору швидкості або гальмування. Букса є проміжною частиною між рамою візка і віссю колісної пари, у якій розміщена вальниця. Раніше[коли?] використовувалися вальниці ковзання, але під час експлуатації вони показали незадовільні результати: зусилля, які мав розвинути локомотив, щоб рушити состав з місця (особливо в холодну погоду), були занадто високими. Тому зараз[коли?] весь рухомий склад переведений на букси з вальницями кочення (зазвичай з циліндричними роликами). За розрахунками взимку локомотиву в п'ять разів складніше зрушити з місця вагони з вальницями ковзання, ніж з вальницями кочення.
Букса є дуже важливим вузлом рухомого складу і підлягає зовнішньому огляду під час кожної стоянки на станціях локомотивними бригадами (для вагонів — оглядачами вагонів). При зовнішньому огляді протилежною частиною від долоні доторкаються до корпусу букси, і якщо вона має високу температуру (гаряча) — це означає, що букса пошкоджена. Зазвичай під час пошкодження корпус букси має дуже високу температуру, тому створені наземні пристрої, які перевіряють стан букс під час проходження через них поїзда.
Якщо у поїзді, який пройшов через ці пристрої (ПВНАБ, Диск-Д) виявлений перегрів букси, по шляху слідування поїзда машиністу буде горіти сигнал V, який і означає, що прилади виявили перегрів буксового вузла. Також ці прилади дають звіт черговому по станції (або поїзному диспетчеру) про номер вагона, у якому виявлений перегрів букси.
Також одним зі способів виявлення несправності є наявність мастила біля колісного центру з протилежної сторони букси (витікання мастила через лабіринт ущільнення).
Для змащування букс локомотивів використовують змазку ЖРО (від. рос. железнодорожная роликовая), або буксол.